# Jack Kampmann
Ebbe Willemoës 'Jack' Kampmann (født 19. november 1914 i London, død 9. december 1989) var en dansk maler, som især er kendt for sine færøske motiver i forenklet, kubistisk udtryk, og som dannede skole hos yngre kolleger, fx Ingálvur av Reyni. Han var fra 1947 tilknyttet Kammeraterne.

## Liv og virke
Kampmann voksede op i USA, men vendte tilbage til Danmark, hvor han efter en uddannelse som malersvend kom på Kunstakademiet, i årene 1933-34 under Sigurd Wandel. Efter studierejser til Paris 1938-39 og England 1939 meldte Kampmann sig ved udbruddet af 2. verdenskrig som frivillig til den engelske hær, og han kom 1941 til Færøerne som efterretningsagent. Her giftede han sig med Johanne Olsen og boede på Færøerne til 1964.
Kunstnerisk inspireredes han af de færøske landskaber og bygder, som han malede i enkle, faste former i stil med Cézanne. Karakteristisk for hans billeder var klare omrids, med skiftevis dæmpede og kraftige nuancer, træk som også prægede hans portrætter. Han arbejdede også med træsnit, litografier og raderinger.